# Vestida per matar
Dressed to Kill és una pel·lícula estatunidenca dirigida per Brian De Palma, estrenada el 1980. Es va doblar i subtitulat al català.

## Argument
Kate Miller, als cinquanta i frustrada sexualment, segueix una psicoteràpia. Sentint que la joventut se li escapa, sucumbirà a un desconegut que troba al museu.
Aquesta trobada el serà fatal: tornant a buscar l'anell que havia oblidat amb el seu amant, trobarà la mort a l'ascensor. Liz Blake, prostituta, ha vist l'escena al mirall de la cabina: una rossa ha lacerat Kate Miller amb una navalla d'afaitar.
Aquesta rossa no és encara una dona, sinó "una dona en un cos d'home" a qui el seu psicoterapeuta, el mateix que el de Kate Miller, nega el consentiment per a una operació de canvi de sexe.

## Repartiment
- Michael Caine: el doctor Robert Elliott
- Angie Dickinson: Kate Miller
- Nancy Allen: Liz Blake
- Keith Gordon: Peter Miller
- Dennis Franz: l'inspector Marino
- David Margulies: el doctor Levy
- Ken Baker: Warren Lockman
- Susanna Clemm: Betty Luce
- Brandon Maggart: Cleveland Sam
- Amalie Collier: la dona de la neteja
- Mary Davenport: la dona al restaurant
- Anneka Di Lorenzo: la infermera
- Norman Evans: Ted
- Robbie L. McDermott: l'home sota la dutxa
- Bill Randolph: taxi
- Sean O'Rinn: taxi del museu
- Fred Weber: Mike Miller

## Al voltant de la pel·lícula
- El títol original, Dressed to Kill , és una expressió anglesa que vol dir « elegant, ben vestit, de vint-i-un botó » però que significa literalment « vestit per matar», definició que pren tot el seu sentit a la pel·lícula...
- Representant típic d'aquesta sèrie de pel·lícules que van valer a Brian ser anomenat fill mandrós del gran Alfred Hitchcock, Dressed to Kill  no és la còpia d'un alumne estudiós sinó un perllongament personal de l'obra del mestre. Al cim segurament, la seqüència de filatura al museu freqüentada pel fantasma de Kim Novak.
- El rodatge va tenir lloc principalment a Nova York. Pel que fa a les escenes del museu, els exteriors van ser rodats a Nova York, però els interiors són del Philadelphia Museum of Art de Filadèlfia.
- Brian De Palma desitjava que el paper de Kate Miller fos interpretat per Liv Ullmann, però l'actriu va refusar la proposició. El cineasta havia proposat igualment el paper de Robert Elliott a Sean Connery, que també va refusar a causa d'altres compromisos.
- Aquesta pel·lícula és una de les primeres a abordar la qüestió de la transsexualitat. Un extracte d'emissió televisada sobre el transsexualisme, després un debat és el pretext per parlar de penectomia i de vaginoplàstia, paraules que havien estat rarament escoltades en el cinema. Aquesta pel·lícula marca doncs una etapa important en la història de la representació de l'altersexualitat en el cinema.
- Convé citar que paral·lelament a aquesta pel·lícula, el 1980, William Friedkin en va estrenar una sobre un assumpte similar amb Cruising va encendre els grups homosexuals que volien oposar-se a l'estrena de la pel·lícula. Hi va haver protestes davant dels cinemes que projectaven aquestes obres, que donaven segons elles una mala imatge de la comunitat gai. Si la pel·lícula de Brian de Palma va ser un gran èxit, el de Friedkin va ser un fracàs comercial, tot i que és considerada avui com una gran pel·lícula.

## Premis i nominacions

### Premis
- Premi a la millor actriu per Angie Dickinson i nominació a la pel·lícula del millor film de terror, millor director i millor música, per l'Acadèmia de cinema de ciència-ficció, fantàstic i de terror el 1981.

### Nominacions
- Globus d'Or a la revelació femenina de l'any per Nancy Allen el 1981.
- Premi al pitjor director, pitjor actor per Michael Caine i pitjor actriu per Nancy Allen, als premi Razzie el 1981.